# المدقة (مذيخرة)

تعديل مصدري - تعديل

المدقة هي إحدى قرى عزلة مذيخرة بمديرية مذيخرة التابعة لمحافظة إب، بلغ تعداد سكانها 71 نسمة حسب تعداد اليمن لعام 2004.